# 日本歯研工業
日本歯研工業（にほんしけんこうぎょう）とは東京都品川区西五反田に存在する株式会社の名称。
主な業務内容は歯科金属材料製品、歯科医療機器、技工物の製造、輸出。
創業以来合金を主力製品としており、この分野に関しての特許を複数所持している。

## 沿革
- 1929年 大塚豊美によって大日本歯科技術研究所が開設される。
- 1948年 日本歯研工業株式会社へと改組。